# I Don't Want to Miss a Thing
I Don't Want to Miss a Thing is een nummer van de Amerikaanse rockband Aerosmith. Het is de eerste single van de soundtrack van de film Armageddon. Liv Tyler, dochter van Aerosmith-zanger Steven Tyler, speelt een van de hoofdrollen in deze film. Op 29 juli 1998 werd het nummer eerst op single uitgebracht in de VS, Canada, Europa en Japan. Op 18 augustus volgden Australië, Nieuw-Zeeland, Letland, Mexico en Zuid-Amerika.

## Achtergrond
De single, die gaat over relatieproblemen, werd wereldwijd een gigantische hit, en werd in alle landen waar deze genoteerd stond (met uitzondering van Japan) een top 10-hit. Ook werd de single in veel landen een nummer 1-hit, zoals in thuisland de Verenigde Staten met een nummer 1 notering in de Billboard Hot 100, in het Verenigd Koninkrijk met een nummer 1 notering in de UK Singles Chart, Ierland, Duitsland, Oostenrijk, Zwitserland, Noorwegen, IJsland, Letland, Griekenland, Italië, Australië en in de Eurochart Hot 100.
In Nederland was de single in week 32 van 1998 de 283e Megahit op toentertijd Radio 3FM en in week 33 van 1998 de 1478e Alarmschijf op Radio 538. De single werd een gigantische hit en bereikte de 3e positie in zowel de Nederlandse Top 40 op destijds Radio 538 als de publieke hitlijst; toentertijd de Mega Top 100 op Radio 3FM. Daarnaast behaalde de single ook de gouden status in Nederland.
In België bereikte de single de 3e positie in zowel de Vlaamse Ultratop 50 als de Vlaamse Radio 2 Top 30 en de 4e positie in de Waalse Ultratop 50.
Tevens staat de single sinds de editie van december 2007 genoteerd in de jaarlijkse NPO Radio 2 Top 2000 van de Nederlandse publieke radiozender NPO Radio 2, met als hoogste notering een 178e positie in 2007.

## NPO Radio 2 Top 2000
| Nummer met noteringen in de NPO Radio 2 Top 2000 | '07 | '08  | '09 | '10 | '11 | '12 | '13 | '14 | '15 | '16 | '17 | '18 | '19 | '20 | '21 | '22 | '23 | '24 |
| ------------------------------------------------ | --- | ---- | --- | --- | --- | --- | --- | --- | --- | --- | --- | --- | --- | --- | --- | --- | --- | --- |
| I Don't Want to Miss a Thing                     | 178 | 1030 | 441 | 294 | 278 | 419 | 369 | 378 | 356 | 384 | 420 | 530 | 578 | 580 | 598 | 671 | 697 | 704 |

1. ↑  Een vetgedrukt getal geeft de hoogste notering aan.
2. ↑  2007 was het eerste jaar met een notering voor dit nummer.